# 서울 면목동 유적
면목동 유적(面牧洞遺跡, 面牧洞遺蹟)은 서울의 한강 유역에서 발굴 조사된 유일한 구석기유적이다. 아울러 한탄강의 연천 전곡리 유적과 금강의 공주 석장리 유적과 대비되는 후기 구석기유적으로 서울 지역의 구석기 문화생활의 실체를 확인해 주고 있다. 위치는 중랑구 면목동의 용마산 서쪽 사면 끝 기슭으로 면목고등학교 인근의 산기슭에 해당된다. 유적의 앞쪽으로 중랑천을 배경으로 한 넓은 들판이 펼쳐 있어 구석기인들의 일시적인 생활거주지로 좋은 여건을 형성하고 있다.
해당 유적은 면목지구 택지 건립을 위한 공사장에서 1967년 황용훈을 비롯한 경희대박물관 팀에 의해 발굴되었는데, 석기들이 약 30평 정도의 면적에 흩어져 있었다. 그러나 아쉽게도 정밀조사가 이루어지지 않은 상태에서 주택 건설 등 도시개발로 인하여 유적지가 모두 파괴되어 현재는 그 흔적을 찾을 수 없게 되었다.
발굴된 석기는 거의 대부분 몸돌석기로 외날찍개·양날찍개·찌르개·긁개·망치돌 등이 있고, 격지석기로 찌르개 옆날긁개·끝날긁개 등이 있다.

## 참고 문헌
- 서울특별시 한강사업본부 선사유적